# Alianza Femenina
Alianza Femenina var en kvinnoförening i Colombia, grundad 1945.
Den var tillsammans med Union Femenina de Colombia en av de två främsta kvinnoföreningar som drev kampanjen för kvinnlig rösträtt i Colombia. 